# Avenida Venezuela
A Avenida Venezuela é uma avenida que cruza os bairros da Gamboa e da Saúde, situados na Zona Central da cidade do Rio de Janeiro. Com cerca de 1,0 km de extensão, estende-se desde a altura da Praça Muhammad Ali até a altura da Praça Mauá.
A avenida foi aberta no início do século XX em área de aterro, criada para a construção do Porto do Rio de Janeiro. A via foi reurbanizada no início da década de 2010 no âmbito do Porto Maravilha, uma operação urbana que visa revitalizar a Zona Portuária do Rio de Janeiro. Sua função é escoar o tráfego da Via Binário do Porto até a Avenida Rio Branco.
Nos últimos anos, foram erguidos na Avenida Venezuela o Vista Guanabara e a sede da L'Oréal Brasil, dois edifícios destinados à locação comercial. No dia 13 de março de 2015, foi lançado o Lumina Rio, um futuro empreendimento residencial de alto padrão que será construído na avenida.
A avenida recebeu seu nome por homenagear a Venezuela, um país situado na América do Sul. Conhecido por suas vastas reservas de petróleo, a Venezuela tem como capital a cidade de Caracas.

## Características
A avenida estende-se por cerca de 1,0 km, entre a Avenida Rio Branco e a Via Binário do Porto. É caracterizada como uma avenida, dada sua relevância para o trânsito local e visto que permite uma grande circulação de veículos. A Avenida Venezuela tem por função escoar o tráfego proveniente da Via Binário do Porto até o bairro do Centro, sendo fundamental para a distribuição interna do trânsito na Zona Central da cidade do Rio de Janeiro.
A avenida possui três faixas no sentido Centro destinadas ao tráfego de veículos. No cruzamento da avenida com a Rua Souza e Silva, os trilhos por onde circulam as composições do VLT Carioca cruzam a via.

## Pontos de interesse
Os seguintes pontos de interesse situam-se na Avenida Venezuela:
- Museu de Arte do Rio
- Superintendência Regional da Polícia Federal
- Sede do Instituto Nacional de Tecnologia (INT)
- Superintendência Regional do Instituto Estadual do Ambiente (INEA)
- Foro da Seção Judiciária do Rio de Janeiro
- Hospital Maternidade Pro Matre
- Sede da L'Oréal Brasil
- Praça Jornal do Comércio
- Vista Guanabara
- Barracão da Estácio de Sá
- Complexo de prédios onde funcionou o Moinho Fluminense